# Função analítica
Em matemática, uma função analítica é uma função que pode ser localmente expandida em séries de Taylor. Grosseiramente falando, funções analíticas são uma família mais ampla que a das funções polinomiais mas que ainda preserva certas propriedades destes. Classicamente falando, existem funções analíticas reais e funções analíticas complexas. O desenvolvimento da análise funcional ao longo do século XX levou ao surgimento de teorias de funções analíticas que assumem valores em um espaço de Banach complexo arbitrário.

## Definição para funções reais
Seja {\displaystyle D} um conjunto aberto na reta e {\displaystyle f:D\to \mathbb {R} } uma função infinitamente derivável (ou seja, uma função suave (de classe {\displaystyle C^{\infty }})). Diz-se que {\displaystyle f} é analítica se para cada ponto {\displaystyle x_{0}} ∈ {\displaystyle D}, existir uma vizinhança {\displaystyle V_{x_{0}}\subseteq D} de {\displaystyle x_{0}} tal que
{\displaystyle f(x)=\sum _{n=0}^{\infty }{\frac {f^{(n)}(x_{0})}{n!}}(x-x_{0})^{n}}

## Definição para funções complexas
Seja {\displaystyle D} um conjunto aberto no plano complexo e {\displaystyle f:D\to \mathbb {C} } uma função infinitamente diferenciável. {\displaystyle f} é dita analítica se para cada ponto {\displaystyle x_{0}\in D}, se existir uma vizinhança {\displaystyle V_{x_{0}}\subseteq D} de {\displaystyle x_{0}} tal que
{\displaystyle f(x)=\sum _{n=0}^{\infty }{\frac {f^{(n)}(x_{0})}{n!}}(x-x_{0})^{n}}

## Diferenças entre funções analíticas reais e complexas
Existem algumas diferenças entre funções analíticas complexas e funções analíticas reais. Considere por exemplo a função:
{\displaystyle f(x)=\sin(x)}
esta função é analítica em toda a reta como função real e analítica em todo o plano como função complexa. Observe no entanto que esta função é limitada na reta mas não o é no plano complexo. De fato, o teorema de Liouville garante que as únicas funções analíticas em todo o plano e limitadas são constantes.

## Contra-exemplos
É possível construir funções reais infinitamente diferenciáveis mas que não são analíticas.
Vários contra-exemplos são construídos a partir de funções do tipo {\displaystyle f(x)=\exp(-1/x)} para {\displaystyle x>0}. Pode-se provar que esta função (analítica) tem a notável propriedade que
{\displaystyle \lim _{x\to 0}f^{(n)}(x)=0}
Então, a função de domínio real {\displaystyle g(x)=f(x){\mbox{ se }}x>0,g(x)=0{\mbox{ se }}x\leq 0} é infinitamente diferenciável, mas não é analítica.